# Opověď
Opověď nebo opovědění bylo středověké právo, kdy kdokoli mohl vést válku proti komukoli, stačilo vyhlásit nepřátelství. Jednalo se o pozůstatek raněstředověkého zvyku mimosoudního řešení sporů týkajících se cti a krevní msty. K opovědi přistupovali hlavně vladaři a šlechtici, tedy ti, kteří měli v rukou moc a zbraně. Během středověku byly mnohé snahy opovědi zabránit vyhlášením landfrýdu – zemského míru, který se vyhlašoval na určitém území na určitou dobu. Landfrýd ale nikdy nevydržel, neboť nebylo tak silného panovníka, který by dokázal udržení míru vynutit a ani šlechta se nechtěla svého práva na opověď vzdát.[zdroj?]
Jako delikt se v českém právu poprvé objevuje v roce 1402, respektive spadá pod nově definovaný delikt moci, ovšem po zbytek 15. a 16. století jsou ještě tato mimosoudní řešení dosti častá. Teprve roku 1495 se podařilo císaři Maxmiliánovi I. vyhlásit „věčný zemský mír“, který se pozvolna skutečně prosadil.

## Příklady opovědníků
- Jiří Kopidlanský[3][4]
- Jan Žižka[4]